# 김재원 (고고학자)
김재원(金載元, 1909년 2월 22일 ~ 1990년 4월 12일)은 대한민국의 고고학자이다. 본관은 전주(全州)이며 호는 여당(藜堂)이다. 함경남도 함주 출생이다. 초대 국립중앙박물관 관장을 지냈다. 그의 첫째딸은 김리나이며 세째딸은 그를 이어 국립중앙박물관장을 역임한 김영나이다.

## 학력
- 함경남도 함흥고등보통학교 졸업
- 독일 뮌헨 루트비히 막시밀리안 대학교 교육학과 졸업
- 독일 뮌헨 루트비히 막시밀리안 대학교 대학원 교육학과 졸업 (교육학 석사)
- 독일 뮌헨 루트비히 막시밀리안 대학교 대학원 고고학과 졸업 (인문과학 박사)